# The Middle
The Middle är en amerikansk komediserie, som hade premiär på ABC den 30 september 2009. Seriens huvudkaraktärer består av Frankie Heck (Patricia Heaton) en medelklasskvinna, gift med Mike Heck (Neil Flynn) som bor i den lilla fiktiva staden Orson, Indiana. Tillsammans har de tre barn Axl, Sue och Brick.
Den sista och nionde säsongen började visas i USA den 3 oktober 2017. I Sverige visas (år 2017) den åttonde säsongen på Kanal 5.

## Rollista

### Huvudpersoner
| Patricia Heaton   | – Frankie Heck, fru och mamma till tre.                                         |
| Neil Flynn        | – Mike Heck, Frankies man, känd för sin ärlighet och ett något gammaldags sätt. |
| Charlie McDermott | – Axl Heck, atletisk tonåring.                                                  |
| Eden Sher         | – Sue (Sue) Heck, socialt tafatt tonåring.                                      |
| Atticus Shaffer   | – Brick Heck, yngsta barnet; en ovanlig kille som älskar att läsa.              |

### Några återkommande rollfigurer
| Chris Kattan       | – Bob, Frankies bästa vän på jobbet.                           |
| Brian Doyle-Murray | – Don Ehlert, ägaren av bilfirman där Frankie och Bob arbetar. |
| Jeanette Miller    | – Tant Edie, Frankies äldre faster.                            |
| Frances Bay        | – Tant Ginny, Frankies äldre faster.                           |
| Blaine Saunders    | – Carly, Sues bästa vän.                                       |
| John Gammon        | – Darrin, Axls bästa vän.                                      |
| Beau Wirick        | – Sean Donahue, Axls bästa vän.                                |

## Avsnitt

### Säsong 1
| Nr      | Titel                      | Regissör            | Författare                    | Sändningsdatum    |
| ------- | -------------------------- | ------------------- | ----------------------------- | ----------------- |
| 1 - 101 | "Pilot"                    | Julie Anne Robinson | DeAnn Heline & Eileen Heisler | 30 september 2009 |
| 1 - 102 | "The Cheerleader"          | Lee Shallat-Chemel  | DeAnn Heline & Eileen Heisler | 7 oktober 2009    |
| 1 - 103 | "The Floating Anniversary" | Gail Mancuso        | Rob Ulin                      | 14 oktober 2009   |
| 1 - 104 | "The Trip"                 | Lee Shallat-Chemel  | Jana Hunter & Mitch Hunter    | 21 oktober 2009   |
| 1 - 105 | "The Block Party"          | Ken Whittingham     | Alex Reid                     | 28 oktober 2009   |
| 1 - 106 | "The Front Door"           |                     |                               |                   |
| 1 - 107 | "The Scratch"              |                     |                               |                   |
| 1 - 108 | "Thanksgiving"             |                     |                               |                   |
| 1 - 109 | "Siblings"                 |                     |                               |                   |
| 1 - 110 | "Christmas"                |                     |                               |                   |
| 1 - 111 | "The Jeans"                |                     |                               |                   |
| 1 - 112 | "The Neighbor"             |                     |                               |                   |
| 1 - 113 | "The Interview"            |                     |                               |                   |
| 1 - 114 | "The Yelling"              |                     |                               |                   |
| 1 - 115 | "Valentine's Day"          |                     |                               |                   |
| 1 - 116 | "The Bee"                  |                     |                               |                   |
| 1 - 117 | "The Break-Up"             |                     |                               |                   |
| 1 - 118 | "The Fun House"            |                     |                               |                   |
| 1 - 119 | "The Final Four"           |                     |                               |                   |
| 1 - 120 | "TV or Not TV"             |                     |                               |                   |
| 1 - 121 | "Worry Duty"               |                     |                               |                   |
| 1 - 122 | "Mother's Day"             |                     |                               |                   |
| 1 - 123 | "Signals"                  |                     |                               |                   |
| 1 - 124 | "Average Rules"            |                     |                               |                   |

### Säsong 2
| Nr      | Titel                          | Regissör           | Författare                                              | Sändningsdatum    |
| ------- | ------------------------------ | ------------------ | ------------------------------------------------------- | ----------------- |
| 1 - 101 | "Back to school"               |                    |                                                         |                   |
| 1 - 102 | "Homecoming"                   | Ken Whittingham    | Eileen Heisler DeAnn Heline & Rob Ulin                  | 29 september 2010 |
| 1 - 103 | "The Diaper Incident"          | Wendey Stanzler    | Eileen Heisler DeAnn Heline & Vijal Patel               | 6 oktober 2010    |
| 1 - 104 | "The Quarry"                   | Lee Shallat Chemel | Eileen Heisler DeAnn Heline & Alex Reid                 | 13 oktober 2010   |
| 1 - 105 | "Foreign Exchange"             | Paul Lazarus       | Eileen Heisler DeAnn Heline Jana Hunter & Mitch Hunter  | 20 oktober 2010   |
| 1 - 106 | "Halloween"                    | Jamie Babbit       | Eileen Heisler DeAnn Heline & Roy Brown                 | 27 oktober 2010   |
| 1 - 107 | "A Birthday Story"             | Ken Whittingham    | Eileen Heisler DeAnn Heline & Vijal Patel               | 3 november 2010   |
| 1 - 108 | "Errand Boy"                   | Lee Shallat Chemel | Eileen Heisler DeAnn Heline & Tim Hobert                | 17 november 2010  |
| 1 - 109 | "Thanksgiving II"              | Ken Whittingham    | Eileen Heisler DeAnn Heline & Rob Ulin                  | 24 november 2010  |
| 1 - 110 | "A Simple Christmas"           | Elliot Hegarty     | Eileen Heisler DeAnn Heline Mitch Hunterl & Jana Hunter | 8 december 2010   |
| 1 - 111 | "Taking Back the House"        | Barnet Kellman     | Eileen Heisler & DeAnn Heline                           | 5 januari 2011    |
| 1 - 112 | "The Big Chill"                | Lee Shallat Chemel | Eileen Heisler DeAnn Heline & Rob Ulin                  | 12 januari 2011   |
| 1 - 113 | "Super Sunday"                 | Paul Lazarus       | Eileen Heisler DeAnn Heline & Vijal Patel               | 19 januari 2011   |
| 1 - 114 | "Valentines Day II"            | Lee Shallat Chemel | Eileen Heisler DeAnn Heline & Roy Brown                 | 9 februari 2011   |
| 1 - 115 | "Friends, Lies, and Videotape" | Alex Reid          | Eileen Heisler DeAnn Heline & Tim Hobert                | 16 februari 2011  |
| 1 - 116 | "Hecks on a Plane"             | Elliot Hegarty     | Eileen Heisler DeAnn Heline                             | 23 februari 2011  |
| 1 - 117 | "The Math Class"               | Alex Reid          | Eileen Heisler DeAnn Heline Jana Hunter & Mitch Hunter  | 2 mars 2011       |
| 1 - 118 | "Spring Cleaning"              | Barnet Kell        | Eileen Heisler DeAnn Heline & Vijal Patel               | 23 mars 2011      |
| 1 - 119 | "The Legacy"                   | Adam Davidson      | Eileen Heisler DeAnn Heline & Rob Ulin                  | 13 april 2011     |
| 1 - 120 | "Royal Wedding"                | Ken Whittingham    | Eileen Heisler DeAnn Heline & Vijal Patel               | 20 april 2011     |
| 1 - 121 | "Mother's Day II"              | Lee Shallat Chemel | Eileen Heisler DeAnn Heline & Tim Hobert                | 4 maj 2011        |
| 1 - 122 | "The Prom"                     | Ken Whittingham    | Eileen Heisler DeAnn Heline & Michael Saltzman          | 11 maj 2011       |
| 1 - 123 | "The Bridge"                   | Lee Shallat Chemel | Eileen Heisler DeAnn Heline & Roy Brown                 | 11 maj 2011       |
| 1 - 124 | "Back to Summer"               | Ken Whittingham    | Eileen Heisler & DeAnn Heline                           | 25 maj 2011       |